# Пол Грін
Пол Грін (англ. Paul Green, нар. 10 квітня 1983, Понтефракт) — ірландський футболіст, півзахисник англійського «Ротергем Юнайтед» та національної збірної Ірландії.

## Клубна кар'єра
У дорослому футболі дебютував 2001 року виступами за команду клубу «Донкастер Роверз», в якій провів сім сезонів, взявши участь у 277 матчах чемпіонату. Більшість часу, проведеного у складі «Донкастер Роверз», був основним гравцем команди.
До складу клубу «Дербі Каунті» приєднався 2008 року. Протягом чотирьох років відіграв за клуб з Блекпула 125 матчів в національному чемпіонаті. Протягом 2012–2014 років грав за «Лідс Юнайтед» та  «Іпсвіч Таун», після чого став гравцем «Ротергем Юнайтед».

## Виступи за збірну
Народжений у Великій Британії футболіст має ірландське коріння і завдяки цьому отримав право захищати кольори цієї країни на рівні збірних. 2010 року дебютував в офіційних матчах у складі національної збірної Ірландії. Наразі провів у формі головної команди країни 22 матчі, забивши 1 гол.
Наприкінці травня 2012 року гравця було включено до заявки національної команди для участі у фінальній частині чемпіонату Європи 2012 року.
| Дата       | Місто  | Господарі | Результат | Гості     | Турнір           | Голи | Примітки |
| ---------- | ------ | --------- | --------- | --------- | ---------------- | ---- | -------- |
| 25/05/2010 | Дублін | Ірландія  | 2 – 1     | Парагвай  | товариський матч | -    |          |
| 28/05/2010 | Дублін | Ірландія  | 3 – 0     | Алжир     | товариський матч | 1    |          |
| 11/08/2010 | Дублін | Ірландія  | 0 – 1     | Аргентина | товариський матч | -    |          |
| Усього     |        | Матчів    | 3         |           | Голів            | 1    |          |